# Чемпионат России по сноуборду
Чемпионат России по сноубордингу - соревнование, проводящиеся Федерацией горнолыжного спорта и сноуборда России ежегодно с 1997 года.
Медали разыгрываются среди мужчин и женщин в дисциплинах:
- Сноуборд-кросс;
- Параллельный слалом;
- Параллельный гигантский слалом;
- Слоупстайл;
- Биг-эйр;
- Хафпайп.